# Morti nel 1964/Aprile
| Questa pagina contiene informazioni ricavate automaticamente dalle voci biografiche con l'ausilio del template Bio e di un bot. L'aggiornamento è periodico e automatico e ricostruisce completamente la pagina. Se manca una persona in questa lista, sei pregato di non aggiungerla, ma accertati piuttosto che la sua voce biografica contenga il template Bio e che i dati anagrafici siano correttamente compilati. Se il template Bio manca, inseriscilo tu stesso o, in alternativa, metti l'avviso {{tmp\|Bio}} che ne segnala la mancanza. Se i dati riportati sono sbagliati, correggi direttamente la voce biografica; le modifiche saranno visibili in questa lista entro pochi giorni. Per chiarimenti vedi il progetto biografie. La lista contiene solo le 79 persone che sono citate nell'enciclopedia e per le quali è stato implementato correttamente il template Bio. Pagina aggiornata al 3 mar 2024. |

- 1º aprile - Salvatore Aurigemma, archeologo e epigrafista italiano (n. 1885)
- 1º aprile - Giuseppe Giacone, calciatore italiano (n. 1900)
- 1º aprile - Francesco Sapori, scrittore e critico d'arte italiano (n. 1890)
- 2 aprile - Viola Barry, attrice statunitense (n. 1894)
- 2 aprile - Francesco Manzo, politico italiano (n. 1900)
- 2 aprile - Ernesto Matozzi, calciatore argentino (n. 1895)
- 2 aprile - Rafael Sánchez Guerra, politico e giornalista spagnolo (n. 1897)
- 2 aprile - Reinhard Wagner, ginnasta e multiplista statunitense (n. 1876)
- 3 aprile - Francesco Giuseppe di Hohenzollern-Emden, principe tedesco (n. 1891)
- 3 aprile - Eduard von der Heydt, banchiere, collezionista d'arte e mecenate tedesco (n. 1882)
- 5 aprile - James Chapin, ornitologo statunitense (n. 1889)
- 5 aprile - Aloïse Corbaz, pittrice svizzera (n. 1886)
- 5 aprile - Douglas MacArthur, generale statunitense (n. 1880)
- 5 aprile - Gino Alfonso Sada, imprenditore italiano (n. 1888)
- 7 aprile - Irene McCoy Gaines, attivista statunitense (n. 1892)
- 7 aprile - Maurice Athanase Le Luc, ammiraglio francese (n. 1885)
- 7 aprile - Jeanne Marie-Laurent, attrice francese (n. 1877)
- 7 aprile - Dionisio Moltisanti, politico italiano (n. 1906)
- 7 aprile - Giacomo Vuxani, politico e patriota italiano (n. 1886)
- 8 aprile - Salvatore Russo, vescovo cattolico italiano (n. 1885)
- 9 aprile - El Brendel, attore statunitense (n. 1890)
- 9 aprile - Gerolamo Gaslini, imprenditore, filantropo e politico italiano (n. 1877)
- 9 aprile - Abraham van Olst, pallanuotista olandese (n. 1897)
- 10 aprile - Eino Luukkanen, aviatore finlandese (n. 1909)
- 10 aprile - Marco Ramperti, scrittore e giornalista italiano (n. 1886)
- 11 aprile - Ersilio Ambrogi, politico italiano (n. 1883)
- 11 aprile - Hilmar Wictorin, pallanuotista svedese (n. 1894)
- 12 aprile - Evert Willem Beth, matematico olandese (n. 1908)
- 12 aprile - Barbi Henneberger, sciatrice alpina tedesca (n. 1940)
- 12 aprile - Buddy Werner, sciatore alpino statunitense (n. 1936)
- 13 aprile - Veit Harlan, regista cinematografico e attore tedesco (n. 1899)
- 13 aprile - Kristian Krefting, calciatore norvegese (n. 1891)
- 14 aprile - Tat'jana Afanas'eva, matematica olandese (n. 1876)
- 14 aprile - Helge Auleb, militare tedesco (n. 1887)
- 14 aprile - Rachel Carson, biologa e zoologa statunitense (n. 1907)
- 14 aprile - Earle Hodgins, attore statunitense (n. 1893)
- 14 aprile - Hans Kayser, teorico musicale tedesco (n. 1891)
- 15 aprile - Marco Giuntelli, ciclista su strada italiano (n. 1905)
- 15 aprile - Alice Wilson, geologa, paleontologa e scienziata canadese (n. 1881)
- 16 aprile - Štefan Barnaš, vescovo cattolico slovacco (n. 1900)
- 16 aprile - Olao Cerini, allenatore di calcio e calciatore italiano (n. 1906)
- 17 aprile - Luigi Ferrari Trecate, musicista, compositore e organista italiano (n. 1884)
- 17 aprile - Francesco Ferrari, politico e partigiano italiano (n. 1922)
- 18 aprile - Ben Hecht, sceneggiatore statunitense (n. 1894)
- 18 aprile - Bernardo Perin, calciatore italiano (n. 1897)
- 18 aprile - Darwin LeOra Teilhet, scrittore statunitense (n. 1904)
- 19 aprile - Ezio Carabella, musicista e compositore italiano (n. 1891)
- 19 aprile - Albino Michielli, alpinista italiano (n. 1928)
- 19 aprile - Mario Siletti, attore italiano (n. 1903)
- 20 aprile - Emilio Canevari, sindacalista e politico italiano (n. 1880)
- 20 aprile - Benedetto di Ponio, chitarrista italiano (n. 1898)
- 20 aprile - Dimităr Ganev, politico bulgaro (n. 1898)
- 20 aprile - Sergej Vasil'evič Gerasimov, pittore russo (n. 1885)
- 20 aprile - Paul-Henri Michel, storico della filosofia francese (n. 1894)
- 20 aprile - August Sander, fotografo tedesco (n. 1876)
- 20 aprile - Nicola Terzaghi, filologo classico e latinista italiano (n. 1880)
- 23 aprile - Karl Polanyi, storico, antropologo e economista ungherese (n. 1886)
- 23 aprile - Andrea Vuerich, fondista e combinatista nordico italiano (n. 1907)
- 24 aprile - Hermann Barrelet, canottiere francese (n. 1879)
- 24 aprile - Lou Dijkstra, pattinatore di velocità su ghiaccio olandese (n. 1909)
- 24 aprile - Gerhard Domagk, medico e biochimico tedesco (n. 1895)
- 25 aprile - Giuseppe Ferrera, maratoneta italiano (n. 1905)
- 25 aprile - J. Edward Hungerford, sceneggiatore statunitense (n. 1883)
- 25 aprile - Luigi Pigarelli, compositore e magistrato italiano (n. 1875)
- 25 aprile - Rodolfo Puttar, calciatore italiano (n. 1910)
- 25 aprile - Daniele Turani, politico e dirigente sportivo italiano (n. 1907)
- 26 aprile - Mario Ferrero, calciatore italiano (n. 1903)
- 26 aprile - Andreas Krogh, pattinatore artistico su ghiaccio norvegese (n. 1894)
- 27 aprile - Alan Le May, scrittore e sceneggiatore statunitense (n. 1899)
- 28 aprile - Alexandre Koyré, storico della scienza e filosofo russo (n. 1892)
- 28 aprile - Rolf de Maré, imprenditore e collezionista d'arte svedese (n. 1888)
- 28 aprile - Costantino Oggianu, politico italiano (n. 1892)
- 28 aprile - Luigi Spezzotti, politico italiano (n. 1876)
- 28 aprile - Aleksandrs Varakājs, calciatore lettone (n. 1906)
- 29 aprile - Wenceslao Fernández Flórez, scrittore e giornalista spagnolo (n. 1885)
- 29 aprile - Albert Fox, scacchista statunitense (n. 1881)
- 29 aprile - J.M. Kerrigan, attore irlandese (n. 1884)
- 29 aprile - Constance Knox, nobildonna inglese (n. 1885)
- 30 aprile - Paolo D'Ancona, storico dell'arte italiano (n. 1878)